# Sidi Hosni
Sidi Hosni (în arabă سيدي الحسني) este o comună din provincia Tiaret, Algeria.
Populația comunei este de 8.325 de locuitori (2008).